# KNVB-Pokal 2000/01
Der KNVB-Pokal 2000/01 (unter Sponsorenschaft auch Amstel-Cup) war die 83. Auflage des niederländischen Fußball-Pokalwettbewerbs. An ihr nahmen die 18 Mannschaften der Eredivisie, die 18 Teams der Eerste Divisie und 50 Vertreter aus dem Amateurbereich teil.
Pokalsieger wurde der FC Twente Enschede. Das Team setzte sich im Finale gegen Meister PSV Eindhoven durch. Der Sieger erhielt einen Startplatz im UEFA-Pokal.

## Modus
In der Gruppenphase starteten 79 Mannschaften in 20 Gruppen. In den Gruppen 1 bis 14 und 16 bis 20 kam der Erste und Zweite in die nächste Runde. In der Gruppe 15 dagegen nur der Erste. 
Die nächsten Runden wurden im K.-o.-System entschieden. Bei unentschiedenem Ausgang gab es eine Verlängerung von zweimal 15 Minuten und gegebenenfalls ein Elfmeterschießen. Wenn in der Verlängerung einer Mannschaft ein Treffer gelang, wurde die Partie durch das Golden Goal beendet.

## Teilnehmende Teams
| Eredivisie (18) | Eredivisie (18) | Eerste Divisie (18) | Eerste Divisie (18) |
| --- | --- | --- | --- |
| - Ajax Amsterdam - SC Heerenveen - PSV Eindhoven - Feyenoord Rotterdam - Roda JC Kerkrade - Vitesse Arnheim - AZ Alkmaar - Fortuna Sittard - BV De Graafschap                                    | - NEC Nijmegen - Sparta Rotterdam - FC Twente Enschede - FC Utrecht - RKC Waalwijk - Willem II Tilburg - NAC Breda ▲ - FC Groningen ▲ - RBC Roosendaal ▲                                                    | - Cambuur Leeuwarden ▼ - FC Den Bosch ▼ - MVV Maastricht ▼ - ADO Den Haag - BVO Emmen - FC Dordrecht '90 - SBV Eindhoven - Excelsior Rotterdam - Go Ahead Eagles                                     | - HFC Haarlem - Heracles Almelo - Helmond Sport - TOP Oss - SC Telstar 1963 - BV Veendam - VVV-Venlo - FC Volendam - FC Zwolle                                                                   |
| Amateure (50) | | | |
| - Achilles 1894 - Achilles Veen - ACV Assen - ADO '20 Heemskerk - AFC '34 Alkmaar - VV Appingedam - ASWH - SV Babberich - BVV Barendrecht - VV Baronie - Be Quick '28 - VV Bennekom - VV Capelle | - EHC Hoensbroek - USV Elinkwijk - Excelsior Maassluis - VV Geldrop - VV Gemert - SC Genemuiden - GVVV - HSC ’21 Haaksbergen - HVV Hollandia - SV Huizen - VV IJsselmeervogels - VV Katwijk - KBV Amsterdam | - VV Kloetinge - VV Nieuwenhoorn - VV Nijenrodes - VV Noordwijk - FC Omniworld - SV Panningen - PSV Eindhoven II - Quick '20 Oldenzaal - Rijnsburgse Boys - OJC Rosmalen - SVV Scheveningen - VV SHO | - ONS Sneek - SV Spakenburg - VV Spijkenisse - Ter Leede Sassenheim - VSV TONEGIDO - SV TOP Oss - SV De Treffers - RKSV UDI ’19/Beter Bed - FC Utrecht II - SV Urk - VVOG Harderwijk - WHC Wezep |

## Gruppenphase

### Gruppe 1
| Datum      |                      | Ergebnis |                      |
| ---------- | -------------------- | -------- | -------------------- |
| 09.08.2000 | AFC '34 Alkmaar      | 1:8      | AZ Alkmaar           |
| 11.08.2000 | SC Telstar 1963      | 1:2      | Ter Leede Sassenheim |
| 23.08.2000 | Ter Leede Sassenheim | 2:3      | AZ Alkmaar           |
| 23.08.2000 | AFC '34 Alkmaar      | 0:1      | SC Telstar 1963      |
| 30.08.2000 | Ter Leede Sassenheim | 4:0      | AFC '34 Alkmaar      |
| 30.08.2000 | AZ Alkmaar           | 3:1      | SC Telstar 1963      |

| Pl. | Verein                   | Sp. | S | U | N | Tore    | Diff. | Punkte |
| --- | ------------------------ | --- | - | - | - | ------- | ----- | ------ |
| 1.  | AZ Alkmaar (E)           | 3   | 3 | 0 | 0 | 014:400 | +10   | 09     |
| 2.  | Ter Leede Sassenheim (A) | 3   | 2 | 0 | 1 | 008:400 | +4    | 06     |
| 3.  | SC Telstar 1963 (D)      | 3   | 1 | 0 | 2 | 003:500 | −2    | 03     |
| 4.  | AFC '34 Alkmaar (A)      | 3   | 0 | 0 | 3 | 001:130 | −12   | 0      |

### Gruppe 2
| Datum      |                     | Ergebnis |                     |
| ---------- | ------------------- | -------- | ------------------- |
| 11.08.2000 | VV Noordwijk        | 0:4      | Excelsior Rotterdam |
| 11.08.2000 | Excelsior Maassluis | 3:4      | VSV TONEGIDO        |
| 15.08.2000 | Excelsior Maassluis | 1:4      | VV Noordwijk        |
| 22.08.2000 | VSV TONEGIDO        | 0:5      | Excelsior Rotterdam |
| 30.08.2000 | Excelsior Rotterdam | 5:2      | Excelsior Maassluis |
| 30.08.2000 | VV Noordwijk        | 1:0      | VSV TONEGIDO        |

| Pl. | Verein                  | Sp. | S | U | N | Tore    | Diff. | Punkte |
| --- | ----------------------- | --- | - | - | - | ------- | ----- | ------ |
| 1.  | Excelsior Rotterdam (D) | 3   | 3 | 0 | 0 | 014:300 | +11   | 09     |
| 2.  | VV Noordwijk (D)        | 3   | 2 | 0 | 1 | 006:500 | +1    | 06     |
| 3.  | VSV TONEGIDO (A)        | 3   | 1 | 0 | 2 | 004:900 | −5    | 03     |
| 4.  | Excelsior Maassluis (A) | 3   | 0 | 0 | 3 | 006:130 | −7    | 0      |

### Gruppe 3
| Datum      |                  | Ergebnis |                  |
| ---------- | ---------------- | -------- | ---------------- |
| 11.08.2000 | Rijnsburgse Boys | 1:3      | Sparta Rotterdam |
| 12.08.2000 | VV Nieuwenhoorn  | 1:4      | SVV Scheveningen |
| 14.08.2000 | Sparta Rotterdam | 8:1      | VV Nieuwenhoorn  |
| 15.08.2000 | SVV Scheveningen | 2:2      | Rijnsburgse Boys |
| 24.08.2000 | Sparta Rotterdam | 8:0      | SVV Scheveningen |
| 24.08.2000 | VV Nieuwenhoorn  | 2:9      | Rijnsburgse Boys |

| Pl. | Verein               | Sp. | S | U | N | Tore    | Diff. | Punkte |
| --- | -------------------- | --- | - | - | - | ------- | ----- | ------ |
| 1.  | Sparta Rotterdam (E) | 3   | 3 | 0 | 0 | 019:200 | +17   | 09     |
| 2.  | Rijnsburgse Boys (A) | 3   | 1 | 1 | 1 | 012:700 | +5    | 04     |
| 3.  | SVV Scheveningen (A) | 3   | 1 | 1 | 1 | 006:110 | −5    | 04     |
| 4.  | VV Nieuwenhoorn (A)  | 3   | 0 | 0 | 3 | 004:210 | −17   | 0      |

### Gruppe 4
| Datum      |                  | Ergebnis |                  |
| ---------- | ---------------- | -------- | ---------------- |
| 11.08.2000 | ADO Den Haag     | 4:0      | VV Katwijk       |
| 11.08.2000 | KBV Amsterdam    | 1:3      | FC Dordrecht '90 |
| 15.08.2000 | VV Katwijk       | 2:1      | KBV Amsterdam    |
| 15.08.2000 | FC Dordrecht '90 | 0:2      | ADO Den Haag     |
| 22.08.2000 | FC Dordrecht '90 | 4:2      | VV Katwijk       |
| 22.08.2000 | ADO Den Haag     | 2:1      | KBV Amsterdam    |

| Pl. | Verein               | Sp. | S | U | N | Tore    | Diff. | Punkte |
| --- | -------------------- | --- | - | - | - | ------- | ----- | ------ |
| 1.  | ADO Den Haag (D)     | 3   | 3 | 0 | 0 | 008:100 | +7    | 09     |
| 2.  | FC Dordrecht '90 (D) | 3   | 2 | 0 | 1 | 007:500 | +2    | 06     |
| 3.  | VV Katwijk (A)       | 3   | 1 | 0 | 2 | 004:900 | −5    | 03     |
| 4.  | KBV Amsterdam (A)    | 3   | 0 | 0 | 3 | 003:700 | −4    | 0      |

### Gruppe 5
| Datum      |                  | Ergebnis |                  |
| ---------- | ---------------- | -------- | ---------------- |
| 11.08.2000 | RBC Roosendaal   | 8:0      | VV Kloetinge     |
| 12.08.2000 | VV SHO           | 1:3      | PSV Eindhoven II |
| 17.08.2000 | VV Kloetinge     | 4:0      | VV SHO           |
| 17.08.2000 | PSV Eindhoven II | 1:0      | RBC Roosendaal   |
| 23.08.2000 | VV Kloetinge     | 2:7      | PSV Eindhoven II |
| 23.08.2000 | VV SHO           | 1:0      | RBC Roosendaal   |

| Pl. | Verein               | Sp. | S | U | N | Tore    | Diff. | Punkte |
| --- | -------------------- | --- | - | - | - | ------- | ----- | ------ |
| 1.  | PSV Eindhoven II (A) | 3   | 3 | 0 | 0 | 011:300 | +8    | 09     |
| 2.  | RBC Roosendaal (E)   | 3   | 1 | 0 | 2 | 008:200 | +6    | 03     |
| 3.  | VV SHO (A)           | 3   | 1 | 0 | 2 | 002:700 | −5    | 03     |
| 4.  | VV Kloetinge (A)     | 3   | 1 | 0 | 2 | 006:150 | −9    | 03     |

### Gruppe 6
| Datum      |                     | Ergebnis |                     |
| ---------- | ------------------- | -------- | ------------------- |
| 10.08.2000 | ADO '20 Heemskerk   | 1:1      | VV IJsselmeervogels |
| 11.08.2000 | FC Utrecht          | 4:0      | HFC Haarlem         |
| 23.08.2000 | FC Utrecht          | 3:0      | ADO '20 Heemskerk   |
| 23.08.2000 | VV IJsselmeervogels | 1:4      | HFC Haarlem         |
| 13.09.2000 | VV IJsselmeervogels | 1:8      | FC Utrecht          |
| 13.09.2000 | HFC Haarlem         | 0:1      | ADO '20 Heemskerk   |

| Pl. | Verein                  | Sp. | S | U | N | Tore    | Diff. | Punkte |
| --- | ----------------------- | --- | - | - | - | ------- | ----- | ------ |
| 1.  | FC Utrecht (E)          | 3   | 3 | 0 | 0 | 015:100 | +14   | 09     |
| 2.  | ADO '20 Heemskerk (A)   | 3   | 1 | 1 | 1 | 002:400 | −2    | 04     |
| 3.  | HFC Haarlem (D)         | 3   | 1 | 0 | 2 | 004:600 | −2    | 03     |
| 4.  | VV IJsselmeervogels (A) | 3   | 0 | 1 | 2 | 003:130 | −10   | 01     |

### Gruppe 7
| Datum      |               | Ergebnis |                   |
| ---------- | ------------- | -------- | ----------------- |
| 11.08.2000 | VV Capelle    | 0:4      | Willem II Tilburg |
| 12.08.2000 | SV Huizen     | 1:0      | VV Nijenrodes     |
| 15.08.2000 | VV Nijenrodes | 0:1      | VV Capelle        |
| 15.08.2000 | SV Huizen     | 1:4      | Willem II Tilburg |
| 23.08.2000 | VV Nijenrodes | 2:7      | Willem II Tilburg |
| 23.08.2000 | VV Capelle    | 0:1      | SV Huizen         |

| Pl. | Verein                | Sp. | S | U | N | Tore    | Diff. | Punkte |
| --- | --------------------- | --- | - | - | - | ------- | ----- | ------ |
| 1.  | Willem II Tilburg (E) | 3   | 3 | 0 | 0 | 015:300 | +12   | 09     |
| 2.  | SV Huizen (D)         | 3   | 2 | 0 | 1 | 003:400 | −1    | 06     |
| 3.  | VV Capelle (A)        | 3   | 1 | 0 | 2 | 001:500 | −4    | 03     |
| 4.  | VV Nijenrodes (A)     | 3   | 0 | 0 | 3 | 002:900 | −7    | 0      |

### Gruppe 8
| Datum      |                 | Ergebnis |                 |
| ---------- | --------------- | -------- | --------------- |
| 11.08.2000 | BVV Barendrecht | 1:3      | NAC Breda       |
| 11.08.2000 | VV Baronie      | 6:3      | VV Spijkenisse  |
| 15.08.2000 | VV Spijkenisse  | 1:2      | BVV Barendrecht |
| 15.08.2000 | NAC Breda       | 2:0      | VV Baronie      |
| 22.08.2000 | VV Spijkenisse  | 1:4      | NAC Breda       |
| 22.08.2000 | BVV Barendrecht | 1:1      | VV Baronie      |

| Pl. | Verein              | Sp. | S | U | N | Tore    | Diff. | Punkte |
| --- | ------------------- | --- | - | - | - | ------- | ----- | ------ |
| 1.  | NAC Breda (E)       | 3   | 3 | 0 | 0 | 009:200 | +7    | 09     |
| 2.  | VV Baronie (D)      | 3   | 1 | 1 | 1 | 007:600 | +1    | 04     |
| 3.  | BVV Barendrecht (A) | 3   | 1 | 1 | 1 | 004:500 | −1    | 04     |
| 4.  | VV Spijkenisse (A)  | 3   | 0 | 0 | 3 | 005:120 | −7    | 0      |

### Gruppe 9
| Datum      |              | Ergebnis |              |
| ---------- | ------------ | -------- | ------------ |
| 11.08.2000 | ASWH         | 0:5      | FC Den Bosch |
| 11.08.2000 | SV TOP Oss   | 2:0      | OJC Rosmalen |
| 15.08.2000 | FC Den Bosch | 4:1      | SV TOP Oss   |
| 17.08.2000 | OJC Rosmalen | 2:1      | ASWH         |
| 24.08.2000 | OJC Rosmalen | 0:3      | FC Den Bosch |
| 24.08.2000 | ASWH         | 2:2      | SV TOP Oss   |

| Pl. | Verein           | Sp. | S | U | N | Tore    | Diff. | Punkte |
| --- | ---------------- | --- | - | - | - | ------- | ----- | ------ |
| 1.  | FC Den Bosch (D) | 3   | 3 | 0 | 0 | 012:100 | +11   | 09     |
| 2.  | SV TOP Oss (D)   | 3   | 1 | 1 | 1 | 005:600 | −1    | 04     |
| 3.  | OJC Rosmalen (A) | 3   | 1 | 0 | 2 | 002:600 | −4    | 03     |
| 4.  | ASWH (A)         | 3   | 0 | 1 | 2 | 003:900 | −6    | 01     |

### Gruppe 10
| Datum      |                        | Ergebnis |                        |
| ---------- | ---------------------- | -------- | ---------------------- |
| 11.08.2000 | RKSV UDI ’19/Beter Bed | 0:2      | SBV Eindhoven          |
| 11.08.2000 | Helmond Sport          | 4:0      | Achilles Veen          |
| 15.08.2000 | Achilles Veen          | 3:1      | RKSV UDI ’19/Beter Bed |
| 15.08.2000 | SBV Eindhoven          | 1:1      | Helmond Sport          |
| 30.08.2000 | Achilles Veen          | 2:2      | SBV Eindhoven          |
| 30.08.2000 | RKSV UDI ’19/Beter Bed | 1:6      | Helmond Sport          |

| Pl. | Verein                     | Sp. | S | U | N | Tore    | Diff. | Punkte |
| --- | -------------------------- | --- | - | - | - | ------- | ----- | ------ |
| 1.  | Helmond Sport (E)          | 3   | 2 | 1 | 0 | 011:300 | +8    | 07     |
| 2.  | SBV Eindhoven (D)          | 3   | 1 | 2 | 0 | 005:300 | +2    | 05     |
| 3.  | Achilles Veen (A)          | 3   | 1 | 1 | 1 | 006:700 | −1    | 04     |
| 4.  | RKSV UDI ’19/Beter Bed (A) | 3   | 0 | 0 | 3 | 002:110 | −9    | 0      |

### Gruppe 11
| Datum      |                    | Ergebnis |                    |
| ---------- | ------------------ | -------- | ------------------ |
| 11.08.2000 | SV Spakenburg      | 1:4      | FC Volendam        |
| 11.08.2000 | Cambuur Leeuwarden | 1:1      | FC Omniworld       |
| 15.08.2000 | FC Omniworld       | 3:2      | SV Spakenburg      |
| 15.08.2000 | FC Volendam        | 1:3      | Cambuur Leeuwarden |
| 30.08.2000 | FC Omniworld       | 0:3      | FC Volendam        |
| 30.08.2000 | SV Spakenburg      | 2:8      | Cambuur Leeuwarden |

| Pl. | Verein                 | Sp. | S | U | N | Tore    | Diff. | Punkte |
| --- | ---------------------- | --- | - | - | - | ------- | ----- | ------ |
| 1.  | Cambuur Leeuwarden (D) | 3   | 2 | 1 | 0 | 012:400 | +8    | 07     |
| 2.  | FC Volendam (D)        | 3   | 2 | 0 | 1 | 008:400 | +4    | 06     |
| 3.  | FC Omniworld (A)       | 3   | 1 | 1 | 1 | 004:600 | −2    | 04     |
| 4.  | SV Spakenburg (A)      | 3   | 0 | 0 | 3 | 005:150 | −10   | 0      |

### Gruppe 12
| Datum      |               | Ergebnis |               |
| ---------- | ------------- | -------- | ------------- |
| 08.08.2000 | FC Zwolle     | 3:3      | FC Utrecht II |
| 11.08.2000 | HVV Hollandia | 4:0      | WHC Wezep     |
| 15.08.2000 | WHC Wezep     | 0:9      | FC Zwolle     |
| 16.08.2000 | FC Utrecht II | 3:2      | HVV Hollandia |
| 12.09.2000 | WHC Wezep     | 0:6      | FC Utrecht II |
| 12.09.2000 | HVV Hollandia | 0:0      | FC Zwolle     |

| Pl. | Verein            | Sp. | S | U | N | Tore    | Diff. | Punkte |
| --- | ----------------- | --- | - | - | - | ------- | ----- | ------ |
| 1.  | FC Utrecht II (E) | 3   | 2 | 1 | 0 | 012:500 | +7    | 07     |
| 2.  | FC Zwolle (D)     | 3   | 1 | 2 | 0 | 012:300 | +9    | 05     |
| 3.  | HVV Hollandia (A) | 3   | 1 | 1 | 1 | 006:300 | +3    | 04     |
| 4.  | WHC Wezep (A)     | 3   | 0 | 0 | 3 | 000:190 | −19   | 0      |

### Gruppe 13
| Datum      |                     | Ergebnis |                     |
| ---------- | ------------------- | -------- | ------------------- |
| 11.08.2000 | Heracles Almelo     | 8:2      | Quick '20 Oldenzaal |
| 12.08.2000 | Be Quick '28        | 2:2      | SV Urk              |
| 15.08.2000 | Quick '20 Oldenzaal | 1:2      | Be Quick '28        |
| 15.08.2000 | SV Urk              | 1:1      | Heracles Almelo     |
| 22.08.2000 | Quick '20 Oldenzaal | 0:4      | SV Urk              |
| 22.08.2000 | Be Quick '28        | 0:0      | Heracles Almelo     |

| Pl. | Verein                  | Sp. | S | U | N | Tore    | Diff. | Punkte |
| --- | ----------------------- | --- | - | - | - | ------- | ----- | ------ |
| 1.  | Heracles Almelo (E)     | 3   | 1 | 2 | 0 | 009:300 | +6    | 05     |
| 2.  | SV Urk (D)              | 3   | 1 | 2 | 0 | 007:300 | +4    | 05     |
| 3.  | Be Quick '28 (A)        | 3   | 1 | 2 | 0 | 004:300 | +1    | 05     |
| 4.  | Quick '20 Oldenzaal (A) | 3   | 0 | 0 | 3 | 003:140 | −11   | 0      |

### Gruppe 14
| Datum      |                | Ergebnis |                |
| ---------- | -------------- | -------- | -------------- |
| 11.08.2000 | NEC Nijmegen   | 2:1      | SV De Treffers |
| 12.08.2000 | GVVV           | 01:14    | TOP Oss        |
| 30.08.2000 | SV De Treffers | 1:5      | TOP Oss        |
| 30.08.2000 | GVVV           | 0:3      | NEC Nijmegen   |
| 13.09.2000 | SV De Treffers | 3:0      | GVVV           |
| 13.09.2000 | TOP Oss        | 0:1      | NEC Nijmegen   |

| Pl. | Verein             | Sp. | S | U | N | Tore    | Diff. | Punkte |
| --- | ------------------ | --- | - | - | - | ------- | ----- | ------ |
| 1.  | NEC Nijmegen (E)   | 3   | 3 | 0 | 0 | 006:100 | +5    | 09     |
| 2.  | TOP Oss (D)        | 3   | 2 | 0 | 1 | 019:300 | +16   | 06     |
| 3.  | SV De Treffers (A) | 3   | 1 | 0 | 2 | 005:700 | −2    | 03     |
| 4.  | GVVV (A)           | 3   | 0 | 0 | 3 | 001:200 | −19   | 0      |

### Gruppe 15
| Datum      |                 | Ergebnis |                 |
| ---------- | --------------- | -------- | --------------- |
| 11.08.2000 | VV Geldrop      | 0:2      | Fortuna Sittard |
| 22.08.2000 | VV Gemert       | 2:3      | VV Geldrop      |
| 29.08.2000 | Fortuna Sittard | 3:2      | VV Gemert       |

| Pl. | Verein              | Sp. | S | U | N | Tore    | Diff. | Punkte |
| --- | ------------------- | --- | - | - | - | ------- | ----- | ------ |
| 1.  | Fortuna Sittard (E) | 2   | 2 | 0 | 0 | 005:200 | +3    | 06     |
| 2.  | VV Geldrop (D)      | 2   | 1 | 0 | 1 | 003:400 | −1    | 03     |
| 3.  | VV Gemert (A)       | 2   | 0 | 0 | 2 | 004:600 | −2    | 0      |

### Gruppe 16
| Datum      |               | Ergebnis |               |
| ---------- | ------------- | -------- | ------------- |
| 08.08.2000 | BV Veendam    | 8:1      | ACV Assen     |
| 11.08.2000 | VV Appingedam | 1:8      | FC Groningen  |
| 15.08.2000 | FC Groningen  | 1:0      | BV Veendam    |
| 17.08.2000 | ACV Assen     | 1:3      | VV Appingedam |
| 29.08.2000 | ACV Assen     | 1:4      | FC Groningen  |
| 29.08.2000 | VV Appingedam | 0:3      | BV Veendam    |

| Pl. | Verein            | Sp. | S | U | N | Tore    | Diff. | Punkte |
| --- | ----------------- | --- | - | - | - | ------- | ----- | ------ |
| 1.  | FC Groningen (E)  | 3   | 3 | 0 | 0 | 013:200 | +11   | 09     |
| 2.  | BV Veendam (D)    | 3   | 2 | 0 | 1 | 011:200 | +9    | 06     |
| 3.  | VV Appingedam (A) | 3   | 1 | 0 | 2 | 004:120 | −8    | 03     |
| 4.  | ACV Assen (A)     | 3   | 0 | 0 | 3 | 003:150 | −12   | 0      |

### Gruppe 17
| Datum      |               | Ergebnis |               |
| ---------- | ------------- | -------- | ------------- |
| 12.08.2000 | Achilles 1894 | 2:0      | ONS Sneek     |
| 12.08.2000 | BVO Emmen     | 3:2      | SC Genemuiden |
| 16.08.2000 | ONS Sneek     | 1:5      | BVO Emmen     |
| 16.08.2000 | SC Genemuiden | 1:3      | Achilles 1894 |
| 30.08.2000 | SC Genemuiden | 0:2      | ONS Sneek     |
| 30.08.2000 | Achilles 1894 | 0:1      | BVO Emmen     |

| Pl. | Verein            | Sp. | S | U | N | Tore    | Diff. | Punkte |
| --- | ----------------- | --- | - | - | - | ------- | ----- | ------ |
| 1.  | BVO Emmen (E)     | 3   | 3 | 0 | 0 | 009:300 | +6    | 09     |
| 2.  | Achilles 1894 (D) | 3   | 2 | 0 | 1 | 005:200 | +3    | 06     |
| 3.  | ONS Sneek (A)     | 3   | 1 | 0 | 2 | 003:700 | −4    | 03     |
| 4.  | SC Genemuiden (A) | 3   | 0 | 0 | 3 | 003:800 | −5    | 0      |

### Gruppe 18
| Datum      |                    | Ergebnis |                    |
| ---------- | ------------------ | -------- | ------------------ |
| 08.08.2000 | SV Babberich       | 0:3      | FC Twente Enschede |
| 12.08.2000 | Go Ahead Eagles    | 3:0      | VVOG Harderwijk    |
| 23.08.2000 | VVOG Harderwijk    | 1:6      | FC Twente Enschede |
| 23.08.2000 | SV Babberich       | 0:2      | Go Ahead Eagles    |
| 29.08.2000 | VVOG Harderwijk    | 1:2      | SV Babberich       |
| 13.09.2000 | FC Twente Enschede | 2:2      | Go Ahead Eagles    |

| Pl. | Verein                 | Sp. | S | U | N | Tore    | Diff. | Punkte |
| --- | ---------------------- | --- | - | - | - | ------- | ----- | ------ |
| 1.  | FC Twente Enschede (E) | 3   | 2 | 1 | 0 | 011:300 | +8    | 07     |
| 2.  | Go Ahead Eagles (D)    | 3   | 2 | 1 | 0 | 007:200 | +5    | 07     |
| 3.  | SV Babberich (A)       | 3   | 1 | 0 | 2 | 002:600 | −4    | 03     |
| 4.  | VVOG Harderwijk (A)    | 3   | 0 | 0 | 3 | 002:110 | −9    | 0      |

### Gruppe 19
| Datum      |                     | Ergebnis |                     |
| ---------- | ------------------- | -------- | ------------------- |
| 10.08.2000 | VV Bennekom         | 1:2      | BV De Graafschap    |
| 11.08.2000 | HSC ’21 Haaksbergen | 1:1      | USV Elinkwijk       |
| 15.08.2000 | BV De Graafschap    | 3:2      | HSC ’21 Haaksbergen |
| 15.08.2000 | USV Elinkwijk       | 5:1      | VV Bennekom         |
| 22.08.2000 | VV Bennekom         | 3:2      | HSC ’21 Haaksbergen |
| 22.08.2000 | USV Elinkwijk       | 0:3      | BV De Graafschap    |

| Pl. | Verein                  | Sp. | S | U | N | Tore    | Diff. | Punkte |
| --- | ----------------------- | --- | - | - | - | ------- | ----- | ------ |
| 1.  | BV De Graafschap (E)    | 3   | 3 | 0 | 0 | 008:300 | +5    | 09     |
| 2.  | USV Elinkwijk (D)       | 3   | 1 | 1 | 1 | 006:500 | +1    | 04     |
| 3.  | VV Bennekom (A)         | 3   | 1 | 0 | 2 | 005:900 | −4    | 03     |
| 4.  | HSC ’21 Haaksbergen (A) | 3   | 0 | 1 | 2 | 005:700 | −2    | 01     |

### Gruppe 20
| Datum      |                | Ergebnis |                |
| ---------- | -------------- | -------- | -------------- |
| 11.08.2000 | VVV-Venlo      | 2:0      | EHC Hoensbroek |
| 12.08.2000 | SV Panningen   | 0:4      | MVV Maastricht |
| 15.08.2000 | MVV Maastricht | 0:1      | VVV-Venlo      |
| 16.08.2000 | EHC Hoensbroek | 1:4      | SV Panningen   |
| 22.08.2000 | EHC Hoensbroek | 0:2      | MVV Maastricht |
| 22.08.2000 | SV Panningen   | 0:2      | VVV-Venlo      |

| Pl. | Verein             | Sp. | S | U | N | Tore    | Diff. | Punkte |
| --- | ------------------ | --- | - | - | - | ------- | ----- | ------ |
| 1.  | VVV-Venlo (E)      | 3   | 3 | 0 | 0 | 005:000 | +5    | 09     |
| 2.  | MVV Maastricht (D) | 3   | 2 | 0 | 1 | 006:100 | +5    | 06     |
| 3.  | SV Panningen (A)   | 3   | 1 | 0 | 2 | 004:700 | −3    | 03     |
| 4.  | EHC Hoensbroek (A) | 3   | 0 | 0 | 3 | 001:800 | −7    | 0      |

## K.-o.-Runde

### 2. Runde
Der RKC Waalwijk, der sich in der vergangenen Saison für den UEFA Intertoto Cup 2000 qualifizierte, stieg in dieser Runde ein. Ab dieser Runde wurde das Golden Goal in der Verlängerung angewandt.
| Datum      |                          | Ergebnis              |                         |
| ---------- | ------------------------ | --------------------- | ----------------------- |
| 20.09.2000 | ADO '20 Heemskerk (A)    | 1:2                   | Cambuur Leeuwarden (D)  |
| 20.09.2000 | AZ Alkmaar (E)           | 3:2                   | Rijnsburgse Boys (A)    |
| 20.09.2000 | VV Baronie (A)           | 0:6                   | NAC Breda (E)           |
| 20.09.2000 | SV Huizen (E)            | 1:4                   | FC Groningen (E)        |
| 20.09.2000 | VV Noordwijk (A)         | 1:2                   | NEC Nijmegen (E)        |
| 20.09.2000 | Ter Leede Sassenheim (A) | 1:2 n.GG              | Fortuna Sittard (E)     |
| 20.09.2000 | SV Urk (A)               | 2:3 n.GG              | Helmond Sport (D)       |
| 20.09.2000 | Willem II Tilburg (E)    | 1:2                   | SBV Eindhoven (D)       |
| 21.09.2000 | Achilles 1894 (A)        | 2:1                   | FC Utrecht II (A)       |
| 21.09.2000 | ADO Den Haag (D)         | 1:3                   | FC Zwolle (D)           |
| 21.09.2000 | FC Dordrecht '90 (D)     | 1:4                   | PSV Eindhoven ii (A)    |
| 21.09.2000 | USV Elinkwijk (A)        | 2:3 n.GG              | FC Twente Enschede (E)  |
| 21.09.2000 | BVO Emmen (D)            | 3:3 n. V. (5:6 i. E.) | TOP Oss (D)             |
| 21.09.2000 | Go Ahead Eagles (D)      | 1:5                   | Excelsior Rotterdam (D) |
| 21.09.2000 | RKC Waalwijk (E)         | 0:2                   | Heracles Almelo (D)     |
| 21.09.2000 | SV TOP Oss (A)           | 0:0 n. V. (5:6 i. E.) | VVV-Venlo (E)           |
| 21.09.2000 | FC Utrecht (E)           | 10:00                 | BV Veendam (D)          |
| 23.09.2000 | Sparta Rotterdam (D)     | 3:1                   | FC Volendam (E)         |
| 04.10.2000 | BV De Graafschap (E)     | 1:2                   | MVV Maastricht (D)      |
| 18.10.2000 | FC Den Bosch (D)         | 3:2                   | RBC Roosendaal (E)      |

### 3. Runde
| Datum      |                      | Ergebnis |                         |
| ---------- | -------------------- | -------- | ----------------------- |
| 19.10.2000 | Fortuna Sittard (E)  | 4:0      | FC Groningen (E)        |
| 19.10.2000 | Helmond Sport (D)    | 1:3      | AZ Alkmaar (E)          |
| 19.10.2000 | MVV Maastricht (D)   | 0:3      | FC Utrecht (E)          |
| 19.10.2000 | PSV Eindhoven II (A) | 0:1      | Excelsior Rotterdam (D) |
| 19.10.2000 | FC Zwolle (D)        | 3:1      | NAC Breda (E)           |
| 31.10.2000 | Heracles Almelo (D)  | 3:2      | Cambuur Leeuwarden (D)  |
| 31.10.2000 | VVV-Venlo (D)        | 3:2      | TOP Oss (D)             |
| 07.11.2000 | SBV Eindhoven (D)    | 0:4      | FC Den Bosch (D)        |
| 16.11.2000 | NEC Nijmegen (E)     | 3:1      | Sparta Rotterdam (E)    |
| 23.11.2000 | Achilles 1894 (A)    | 1:6      | FC Twente Enschede (E)  |

### Achtelfinale
Die sechs Klubs der Eredivisie 1999/2000, die im Europapokal spielten (PSV, SC Heerenveen, Feyenoord, Vitesse, Ajax), Roda JC, stiegen in dieser Runde ein.
| Datum      |                         | Ergebnis |                         |
| ---------- | ----------------------- | -------- | ----------------------- |
| 05.10.2001 | PSV Eindhoven (E)       | 4:1      | FC Den Bosch (D)        |
| 05.10.2001 | NEC Nijmegen (E)        | 1:2      | Feyenoord Rotterdam (E) |
| 05.10.2001 | Ajax Amsterdam (E)      | 1:2 n.GG | Vitesse Arnheim (E)     |
| 05.10.2001 | Excelsior Rotterdam (D) | 1:3      | AZ Alkmaar (E)          |
| 05.10.2001 | Roda JC Kerkrade (E)    | 2:0      | FC Utrecht (E)          |
| 05.10.2001 | Fortuna Sittard (E)     | 1:2      | FC Twente Enschede (E)  |
| 05.10.2001 | Heracles Almelo (D)     | 1:5      | FC Zwolle (D)           |
| 05.10.2001 | VVV-Venlo (D)           | 0:1      | SC Heerenveen (E)       |

### Viertelfinale
| Datum      |                      | Ergebnis |                         |
| ---------- | -------------------- | -------- | ----------------------- |
| 07.02.2001 | Roda JC Kerkrade (E) | 0:2      | PSV Eindhoven (E)       |
| 07.02.2001 | Vitesse Arnheim (E)  | 2:1      | AZ Alkmaar (E)          |
| 07.02.2001 | FC Zwolle (D)        | 3:4      | FC Twente Enschede (E)  |
| 14.02.2001 | SC Heerenveen (E)    | 4:3      | Feyenoord Rotterdam (E) |

### Halbfinale
| Datum      |                     | Ergebnis              |                        |
| ---------- | ------------------- | --------------------- | ---------------------- |
| 11.04.2001 | SC Heerenveen (E)   | 1:3                   | PSV Eindhoven (E)      |
| 12.04.2001 | Vitesse Arnheim (E) | 0:0 n. V. (3:4 i. E.) | FC Twente Enschede (E) |

### Finale
| PSV Eindhoven                       | PSV Eindhoven | FC Twente Enschede | FC Twente Enschede |
| ----------------------------------- | --- | --- | ------------------ |
| PSV Eindhoven                       | \| 24. Mai 2001 in Rotterdam (De Kuip) \| \| Ergebnis: 0:0 n. V., 3:4 i. E. \| \| Zuschauer: 45.000 \| \| Schiedsrichter: Herman van Dijk \| \| Spielbericht \| | \| 24. Mai 2001 in Rotterdam (De Kuip) \| \| Ergebnis: 0:0 n. V., 3:4 i. E. \| \| Zuschauer: 45.000 \| \| Schiedsrichter: Herman van Dijk \| \| Spielbericht \| | FC Twente Enschede |
| PSV Eindhoven                       | Ronald Waterreus – Ernest Faber, Kevin Hofland, Juri Nikiforow, Wilfred Bouma (101. Jan Heintze) – Dennis Rommedahl, Johann Vogel, Mark van Bommel , Arnold Bruggink (70. Joonas Kolkka) – Ruud van Nistelrooy, Mateja Kežman (70. John de Jong) Cheftrainer: Eric Gerets ( Belgien) | Sander Boschker – Dennis Hulshoff, Spira Grujić, Patrick Pothuizen (95. André Karnebeek), Sjaak Polak – Arjan van der Laan, Erik ten Hag , Tom van der Leegte (101. Jeroen Heubach), Chris De Witte (80. Ellery Cairo) – Jan Vennegoor of Hesselink, Scott Booth Cheftrainer: Fred Rutten | FC Twente Enschede |
| PSV Eindhoven                       | Elfmeterschießen | | FC Twente Enschede |
| PSV Eindhoven                       | 1:0 Kevin Hofland 2:0 Ruud van Nistelrooy 3:1 Mark van Bommel John de Jong (gehalten) Ronald Waterreus (gehalten) Jonas Kolkka (gehalten) | Jan Vennegoor of Hesselink (gehalten) 2:1 Scott Booth Jeroen Heubach (gehalten) 3:2 André Karnebeek 3:3 Sjaak Polak 3:4 Dennis Hulshoff | FC Twente Enschede |
| 24. Mai 2001 in Rotterdam (De Kuip) | | |                    |
| Ergebnis: 0:0 n. V., 3:4 i. E.      | | |                    |
| Zuschauer: 45.000                   | | |                    |
| Schiedsrichter: Herman van Dijk     | | |                    |
| Spielbericht                        | | |                    |